# Paleolítico Inferior en León
El paleolítico inferior es un período del paleolítico que se inicia en León hace (X) años.

## Características de las industrias líticas
Las únicas evidencias de los primeros pobladores leoneses las encontramos en los diferentes instrumentos de piedra con los que se realizaban diversas actividades. 
La gran mayoría de piezas recogidas hasta la fecha se encuentran realizadas sobre cuarcita, que se presenta de forma mayoritaria en forma de pequeñas rocas y guijarros, como es propio de una roca procedente del medio fluvial donde se localizan la gran mayoría de yacimientos leoneses. Es por ello que las playas de cantos rodados que se forman en las riberas de los ríos en época de estiaje probablemente fuesen los lugares donde los grupos humanos se aprovisionasen de estos materiales. Se sabe también que además de estas pequeñas rocas o guijarros, también se aprovisionaron de placas de cuarcita, muy utilizadas en los yacimientos ribereños al río Tuerto. En aquellos asentamientos que no se localizaban en el medio fluvial, sino que se encontraban próximos a las superficies de rañas o glacis, se utilizaban como soporte bloques de cuarcita. De forma marginal, el cuarzo, procedente también de guijarros, también era un material empleado para la elaboración de herramientas. Igualmente, también se han encontrado algunas piezas elaboradas en arenisca, si bien es cierto que son muy escasas, debido a que se trata de un material de muy mala calidad para ser tallado.
El paso del tiempo ha provocado grandes alteraciones en la superficie de estos objetos, causadas por diferentes agentes, que confieren a dichos objetos diferentes pátinas y grados de abrasión o redondeamiento de sus nervaduras y aristas. Destaca, entre las alternaciones, la abrasión acuosa, es decir, el resultado de la acción de las aguas, fluviales o no. Se aprecia también en la superficie de varias industrias diversos brillos, resultado de una exposición prolongada al aire libre o meteorización. En algunas industrias, sobre todo aquellas provenientes de la Tierra de Campos leonesa se observan alteraciones debidas a la acción eólica. Por todo ello, la mayoría de piezas presentan un estado de abrasión de intensidad media, pocas presentan una abrasión fuerte y son casi inexistentes aquellas que no muestran abrasión alguna.
Las piezas más representativas y frecuentes del período del paleolítico inferior son los bifaces. Los encontrados en León corresponden a ejemplares simples, realizados con pocos gestos, por lo que en muchos de ellos los guijarros sobre los que se tallan no han sido completamente "pelados", lo que les permite conservar parte de la superficie externa de roca natural, sobre todo en la base. Estas piezas normalmente tienen una forma amigdaloide u ovalar. Junto a los bifaces, también se encuentran los hendedores, utensilios que al igual que los bifaces son de tipo simple y realizados con pocos gestos, los cantos trabajados y los triedros, siendo estas últimas las más escasas.